# Ricciotti Ensemble

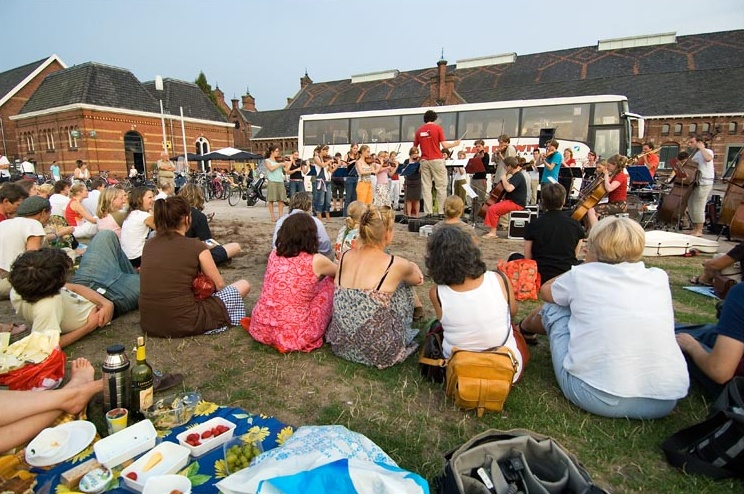
Het Ricciotti Ensemble, zomer 2006

Het Ricciotti Ensemble is een Nederlands straatsymfonieorkest.

## Oprichting

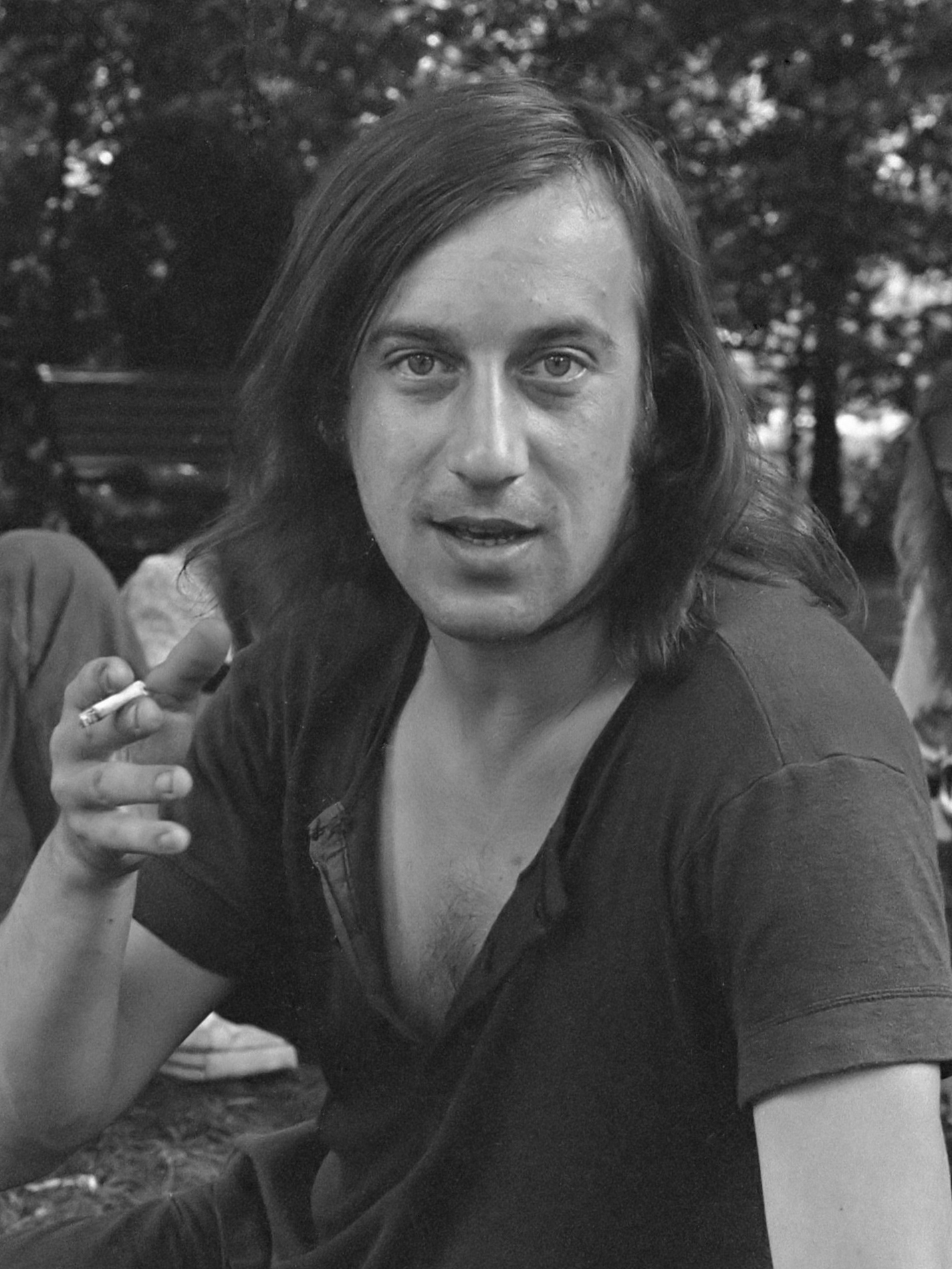
Jur Naessens (1972)

Het Ricciotti Ensemble werd in 1970 opgericht door o.a. Jur Naessens (1945-2007) en Wim Witteman (1939-2024). Het Ricciotti begon dat jaar als straatsymfonieorkest onder het motto "Kunst de straat op", met het geven van straatconcerten overal en voor iedereen. Deze periodes van concerten werden in de beginjaren acties genoemd. Tot en met 1983 stond het orkest onder de hoede van Jeugd en Muziek (Jeunesses Musicales). Sindsdien bestaat ten behoeve van het ensemble een zelfstandige stichting.

## Activiteiten
Tegenwoordig heeft het ensemble drie keer per jaar een tournee waarvan één gedeeltelijk buiten Nederland. Het Ricciotti maakte tournees naar onder andere Polen, België, Frankrijk, Spanje, Rusland, Suriname, Zuid-Afrika, Zweden, Portugal, Roemenië, Marokko, Curaçao, Ierland, Georgië en Cuba. Concerten vinden vrijwel nooit plaats in concertzalen, maar meestal op straat, in tehuizen en gevangenissen of op andere plekken waar mensen niet of nauwelijks met muziek in aanraking komen.

## Samenstelling
Tegenwoordig bestaat het ensemble uit 43 orkestleden, studenten aan conservatoria en gevorderde amateurs. Het orkest bestaat uit een strijkersbezetting ter grootte van een kamerorkest (8 eerste en 6 tweede violen, 5 altviolen, 4 celli en 3 contrabassen) met dubbele houtblazers en hoorns, 2 saxofoons, 2 trompetten, 1 trombone en 2 slagwerkers. Het orkest is erg mobiel: binnen enkele minuten kan het ensemble vanuit de tourneebus speelklaar zijn. Het record staat op 1.36'89, gevestigd op 3 mei 2014 op het Bergkerkplein in Deventer.

## Repertoire
Het repertoire van het Ricciotti bestaat uit (korte) stukken uit het bekende en minder bekende klassieke repertoire (waar nodig aangepast voor de Ricciottibezetting; zo spelen de saxofoons soms hoornpartijen wanneer er 4 hoorns zijn voorgeschreven), licht repertoire (veelal arrangementen) en stukken die speciaal zijn geschreven voor het Ricciotti. Klassiekers die speciaal voor het Ricciotti werden geschreven zijn onder andere De gepikte vogel van Jurriaan Andriessen en Onleesbaar III van Willem Breuker. De tournees van het Ricciotti worden meestal vergezeld door een zanger(es), acrobaat of instrumentale solist.

## Naam
De naam ontleende het ensemble aan de componist van het eerste stuk op de lessenaar, namelijk een van de Concerti Armonici van Carlo Ricciotti. In 1980 is na grondig musicologisch onderzoek vastgesteld dat dit werk geschreven is door graaf Unico Wilhelm van Wassenaer die woonachtig was in Kasteel Twickel. Tegenwoordig is Kasteel Twickel een van de vaste concertlocaties tijdens de zomertournees van het Ricciotti.

## Dirigenten
In de beginjaren werd er zonder dirigent gespeeld. Later werd ten gunste van de repertoireverbreding gekozen voor een kleine symfonieorkestbezetting met dirigent. Dirigenten die voor het Ricciotti hebben gestaan zijn Wim Witteman, Ernst Snel, Ton van der Kieft, Leonard van Goudoever, Léon Berendse, Bas Pollard, Bas Wiegers, Raymond Honing, Gijs Kramers, Leonard Evers en Coen Stuit. Sinds juni 2025 is de artistieke leiding in handen van Douwe Nauta.

## Zakelijk leiders
Na Jur Naessens, die het Ricciotti organiseerde van 1970 t/m 1983, werd het straatsymfonieorkest achtereenvolgens geleid door Ber Commandeur, Robert Prins, Han Bakker, Marga Grooff, Geert Boogaard, Dorien de Bruin, Dieuwertje Welschen, Derk van der Kamp, Sander Smeets, Alexander Buskermolen en Hannah Soepenberg. Sinds januari 2023 is de zakelijke leiding in handen van Remco Menting. Tot midden jaren negentig kondigden de managers of zakelijk leiders ook de concerten voor het publiek aan; tegenwoordig doen orkestleden dat om beurten. De geleidelijke professionalisering van het Ricciotti ensemble, dat sinds 1984 als stichting opereert, heeft ertoe geleid dat de organisatie naast de zakelijk en artistiek leider bestaat uit een assistent dirigent, zakelijk medewerker, artistiek medewerker, tourneemanager, orkestmanager, communicatiemedewerker en een medewerker donateurbeheer, allen parttime. Daarnaast zijn een aantal vrijwilligers betrokken bij het ensemble.

## Documentaires
In 1987 brak het Ricciotti ensemble het werelduurrecord symfonieorkesten, door in de TGV een uur lang een tango van Willem van Maanen te spelen. Een verslag hiervan werd uitgezonden door de Franse zender Antenne2. In 1988 maakte Dathanna Films een documentaire voor de NOS over een tournee van het Ricciotti ensemble langs onder andere Brussel, Warmenhuizen en de Wadden. Deze documentaire is in veel landen vertoond. In 1989 maakte de AVRO een documentaire over de Ruslandreis van het straatsymfonieorkest, door onder andere Moskou en Odessa, met beelden van optredens in jongensgevangenis, bejaardentehuis, straten, pleinen en trappen, en ongekende beelden van Rusland vlak voor de val van de Muur.
In 2000 bracht het ensemble een bezoek aan Suriname. Tijdens deze tournee is de documentaire Voorbij Klaaskreek (2002) opgenomen.
Op 29 september 2007 ging de documentaire Wild Op klassiek (Counterpoint, Engels) van filmmaakster Dorien Jansen in première op het Nederlands Film Festival. Een maand later was deze te zien op tv bij Het Uur Van De Wolf (NPS). In 2008 documenteerde filmmaker Michel Drenthe Ricciotti's Barbulete tour op Curaçao. In deze film, "United by Music", is het orkest te zien met zangeres Izaline Calister.